# 堰口镇 (西乡县)
堰口镇，是中华人民共和国陕西省汉中市西乡县下辖的一个乡镇级行政单位。
2015年，陕西省民政厅批复同意撤销罗镇，并入堰口镇。

## 行政区划
堰口镇下辖以下地区：
堰口社区、民主村、堰口村、刘家岭村、许家巷村、肖家湾村、南坝村、元坝村、分水岭村、西河村、湾对坡村、古城村、三岔村、韩岭村、二郎村、岳岭村、石梯村、大坪村、三郎村、牟家庄村、罗家河村、罗镇村、蒋家坝村、店子村、松山村、田坝村、大场村、罗家湾村、葛家河村、穿心店村、堰塘湾村、马桑湾村、三坪村、檀木坝村和三合村。